# Katalonija
Katalonija (v katalonščini Catalunya, v španščini Cataluña, v okcitanščini (aranščini) Catalonha) je pokrajina (regija), ki leži na skrajnem severovzhodu Pirenejskega polotoka. Razteza se na 32.000 km², na severu meji s Francijo in Andoro, na jugu s pokrajino Valencija, na zahodu s pokrajino Aragonija, na vzhodu pa jo obdaja Sredozemsko morje (okrog 580 km obale). Njeno glavno mesto je Barcelona.
Katalonsko ozemlje je predmet spora med Španijo, ki ga šteje kot svojo avtonomno skupnost, in katalonsko oblastjo, ki od enostranske razglasitve neodvisnosti 27. oktobra 2017 Katalonijo šteje kot samostojno republiko.
Po zadnjem štetju prebivalstva ima Katalonija 7.083.000 prebivalcev v skupno 946 občinah, od katerih jih ima 59 več kot 20.000 prebivalcev (v njih živi 70 % katalonskega prebivalstva). Dve tretjini prebivalstva Katalonije živita v Barceloni in njenih predmestjih (Regió Metropolitana de Barcelona).

## Zgodovina
Na ozemlju današnje Katalonije so tako kot na vsej sredozemski obali Iberskega polotoka svoje kolonije postavili že stari Grki in Kartažani. Pozneje so bili ti kraji del Rimskega imperija, po njegovem propadu pa so prešli pod vizigotsko oblast. Med 8. in 12. stoletjem so bili deli Katalonije pod Umajadskim kalifatom (711-929), pod Kordovskim kalifatom (929-1031) ter pod Almoravidi (1086-1153) kot del območja t.i. Al-Andalusa. Po porazu Muslimanov v Toursu so leta 732 oblast v pirenejski pokrajini prevzeli Vizigoti in ji dali skupno ime Marca Hispanica (kot del Frankovskega kraljestva), večino ozemlja današnje Katalonije pa so upravljali grofje iz Barcelone. Močno samoupravo, skoraj neodvisno od Frankov, si je pridobil barcelonski grof Vilfred I. Kosmati (vladal 878-897), ki je bil začetnik dinastije Sunifredov, ter velja v Kataloniji še danes za začetnika katalonske državotvornosti. Med drugim je dal ustanoviti samostan Santa Maria de Ripoll, v mestecu Ripoll, v katerem je pokopan, tako kot številni njegovi nasledniki.
Katalonska kultura se je razvila v srednjem veku pod vladavino barcelonskih grofov in s širitvjo Aragonske krone na Sredozemlje v 13., 14. in 15. stoletju.

### Povezava z Aragonsko krono
Aragonski kralj Ramiro II. je abdiciral leta 1137 v korist komaj leto dni stare hčerke Petronile in jo predal v varstvo ter prihodnji zakon barcelonskemu grofu in bodočemu soprogu Rajmondu Berengarju IV. Razlog za abdikacijo je bila nesposobnost voditi kraljevino skozi vojno stanje proti Almoravidi, zato se je umaknil v samostan. Sin Rajmonda Berengarja IV. in Petronile Aragonske, Alfonz II. Aragonski je leta 1164 postal prvi formalni kralj Aragonske krone. Od takrat naprej so imeli vsi njegovi nasledniki naziv kralj Aragona in grof Barcelone. Aragonsko kraljestvo in Barcelona sta kljub združitvi ohranila vsak svoje navade, denarno enoto in razvila svoje lastne politične institucije (kot je npr. emblematična Diputació del General oz. Generalitat, ustanovljena leta 1359). 
Kljub imenu gonilna sila Aragonske krone ni bila Aragonija, ampak Katalonija (katere poimenovanje se je uveljavilo v 12. stoletju). Aragonska krona je najprej preko barcelonskega pristanišča in zatem preko Majorke postala velika pomorska sila, ki je kraljevo oblast prek trgovanja in osvajanja razširila v Valencijo, na Balearske otoke in celo na Sardinijo, Sicilijo in južno Italijo.

### Združitev aragonske krone s Kastilijo
Poroka Izabele I. Kastiljske in Ferdinanda II. Aragonskega je leta 1469 združila krščansko Španijo. Leta 1492 so kraljevi vojaki zavzeli še zadnja mavrska območja in kraljevina je začela z osvajanjem obeh Amerik. Politična moč Španije je takrat začela drseti iz Aragonije proti Kastiliji. Katalonija je obdržala svoje zakone, toda sčasoma so tudi ti izginili (kljub občasnim obdobjem obnove). V naslednjih stoletjih je bila Katalonija v več vojnah na strani poražencev, kar je privedlo do še večje centralizacije moči v Kastiliji.

### Poraz med špansko nasledstveno vojno
Najpomembnejši konflikt tistega časa predstavlja španska nasledstvena vojna, ki se je začela s smrtjo Karla II. (El hechizado / uročen) iz Habsburške dinastije leta 1700, ki za seboj ni pustil naslednika. Katalonija, kot cela Aragonska krona, je podprla kandidata iz avstrijske veje Habsburške dinastije (kasnejšega cesarja Karla VI.), Kastiljska krona pa je večinoma podpirala kandidata Filipa V. iz francoske dinastije Burbonov. Pro-avstrijska vojska se je dokončno predala 11. septembra 1714, Filip V. pa je s posebnimi odloki (Decreto de Nueva planta) ukinil glavne katalonske politične inštitucije in pokrajino podredil vojaški oblasti.

### Karlistične vojne in državljanska vojna
Središče delovanja karlistov sta predstavljali predvsem Baskija in Navarra (1833-1845), pomemben pa je bil tudi sever Katalonije. Iz tega sledi, da je imelo gibanje karlistov tudi pomemben regionalni značaj, saj iz teh vojn izhajajo tudi začetki baskovskega in katalonskega separatizma.
V drugi polovici 19. stoletja je Katalonija postala pomembno industrijsko središče. Še danes gre za enega najbolj industrializiranih in razvitih predelov Španije, poleg Baskovske pokrajine in območja Madrida. V prvi tretjini 20. stoletja je Katalonija pridobivala in izgubljala različne stopnje avtonomije. V času druge španske republike (ustanovljene leta 1931) je dobila svoj prvi statut o avtonomiji, s katerim je bila obnovljen Generalitat de Catalunya, tradicionalni katalonski avtonomni ustroj. Po porazu republikanskih sil v španski državljanski vojni (1936-1939) je na oblast prišel general Francisco Franco in kot še nihče poprej povsem zatrl avtonomijo in kulturo Katalonije. Prepovedal je celo javno rabo katalonskega jezika.

### Katalonija v dobi tranzicije v demokracijo
S Frankovo smrtjo leta 1975 je Katalonija spet pridobila kulturno avtonomijo in tudi nekaj politične. Leta 1977 je v pogajanjih med špansko vlado in katalonsko vlado v izgnanstvu prišlo do uradne obnovitve Generalitata; njegov predsednik je postal Josep Tarradellas, dotedanji predsednik katalonske vlade v izgnanstvu in vodja Katalonske republikanske levice. S sprejetjem demokratične španske ustave (1978) je bil Kataloniji priznan status narodnosti (nacionalidad) in pravica do široke avtonomije znotraj kraljevine Španije.
Drugi katalonski statut o avtonomiji, ki ga je španski parlament sprejel 22. decembra 1979, je uradno priznal Kataloniji narodnostno dimenzijo in ji omogočil razvoj široke politične avtonomije. Novi statut, ki ga je katalonski parlament sprejel 9. avgusta 2006, opredeljuje Katalonijo kot posebno nacijo, čeprav poudarja, da izraza ne gre enačiti z enakim izrazom v španski ustavi. V statutu je tudi zapisano, da »želi Katalonija razvijati svoj politični značaj znotraj okvirov države, ki priznava in spoštuje raznolikost identitet španskih narodov«. Statut je bil v katalonskem parlamentu odobren, a so ga pozneje v sodelovanju s španskim parlamentom (Cortes) nekoliko spremenili. Večje katalonske stranke so popravljeni statut sprejele, prav tako pa je bil s precejšnjo večino podprt na splošnem referendumu.
Trenutno je Katalonija ena od najbolj ekonomsko dinamičnih španskih pokrajin. Katalonsko glavno in največje mesto Barcelona je pomembno mednarodno gospodarsko, kulturno in turistično središče.

## Geografija

### Enklava Llívia
Mirovni sporazum iz leta 1659, s katerim se je končala dolgoletna vojna med Francijo in Španijo, je določal, da katalonsko ozemlje severno od Pirinejev pripade Franciji. V sporazumu je bilo zapisano, da vse vasi severno od gorovja pripadejo Franciji, naknadno pa se je ugotovilo, da je na tem območju tudi Llívia, ki je imela status mesta, zato je ostala del Katalonije (Španije), četudi je kot enklava še danes povsem obdana s francoskim ozemljem. Ker v njej španska oblast ni mogla preprečiti minulega referenduma o neodvisnosti, so v njej prebivalci s prepričljivo večino podprli neodvisnost Katalonije.
Glede na relativno majhnost ozemlja je Katalonija geografsko zelo raznolika. Najbolj očitno jo zaznamujeta Sredozemsko morje na vzhodu s 580 km obale ter obširna dvignjena območja na severu z gorsko verigo Pireneji. 
V notranjosti se nahaja velika Leridska nižina (Lleida). Notranjost od obale ločuje predlitoralno hribovje, razen v provinci okrog Girone, kjer je tudi obala dvignjena.

## Podnebje
Katalonija ima sredozemsko podnebje, a z velikimi razlikami med obalo, notranjostjo in gorskimi predeli. Na obali so zime mile in zmerne, poletja zelo vroča. V notranjosti je podnebje kontinentalno sredozemsko z mrzlimi zimami in zelo vročimi poletji. Visoka območja blizu Pirenejev pa imajo gorsko podnebje z zelo nizkimi temperaturami in snegom pozimi, veliko padavinami skozi vse leto (več kot 1000 mm letno) in zmernimi poletji.

## Demografija
Po uradnih statistikah je imela 1.1.2005 Katalonija 6,995.206 prebivalcev, kar je predstavljalo 15,8 % celotnega španskega prebivalstva; 6,8 % prebivalcev je bilo priseljencev. 
V Barceloni živi na 100 km² površine 1,5 milijona ljudi, zaradi česar mesto velja za najgosteje poseljeno v Španiji in eno najgosteje poseljenih v Evropi.
Okrog prestolnice oz. manj kot 25 km stran od nje v somestju živi še 2,5 milijona ljudi (večja mesta so Hospitalet de Llobregat, Badalona, Santa Coloma de Gramenet in Cornellá v prvem mestnem obroču, Tarrasa, Sabadell, Montcada i Reixac, Granollers, Martorell, Molins de Rei, Sant Feliu de Llobregat, Gavà in Castelldefels v drugem mestnem obroču). 
Gosteje so poseljena še območja severne obale (Costa Brava) in južne obale (Costa Dorada), dolina reke Llobregat do mesta Manresa ter območje okrog mest Lleida na zahodu in Girona na severovzhodu.

## Jeziki
Skladno s Statutom o avtonomiji je Kataloniji lasten jezik katalonščina. Po določbah zakona o jezikovni politiki se smejo Katalonci prav zaradi svojega jezika šteti za narod. Uradni jeziki tega območja so katalonščina in kastiljščina (po vsej Španiji) ter okcitanščina (aranščina), ki se govori v Aranski dolini. Katalonska oblast (Generalitat) je razvila zakonodajo, ki spodbuja in varuje rabo katalonščine v družbi (t. i. "Zakon o jezikovni normalizaciji"). 

### Razširjenost katalonščine
Kataloniji je nekdaj pripadala tudi pokrajina Roussillon (imenovana tudi Severna Katalonija), ki je leta 1659 postala del Francije. V okolici mesta Perpignan (katalonsko Perpinya) po nekaterih ocenah še vedno tretjina prebivalcev govori katalonščino, kljub temu, da je bila že leta 1700 ukinjena kot uradni jezik. Govorci so večinoma starejši ljudje, prav tako kot v mestecu Alghero na severovzhodu Sardinije. Katalonski jezik se govori še v pokrajini Valenciji in na Balearskih otokih (največji so Majorka, Menorka, Ibiza in Formentera), hkrati pa je tudi uradni jezik v državici Andora v Pirinejih.
Jezik, s katerim se identificirajo Katalonci

| Jezik, s katerim se identificirajo Katalonci (2003) |               |              |                |
|                                                     | Materni jezik | Lasten jezik | Jezik pogovora |
| katalonščina                                        | 40,4 %        | 48,8 %       | 50,1 %         |
| kastiljščina                                        | 53,5 %        | 44,3 %       | 44,1 %         |
| Oba jezika (katalonščina in kastiljščina)           | 2,8 %         | 5,2 %        | 4,7 %          |
| okcitanščina (aranščina)                            | 0,1 %         | 0,0 %        | 0,0 %          |
| Drugi jeziki                                        | 3,2 %         | 1,7 %        | 1,1 %          |

Znanje katalonščine v Kataloniji

| Znanje katalonščine v Kataloniji (2001)    |                 |           |
| Vrsta znanja                               | Št. prebivalcev | Odstotek  |
| Razume                                     | 5.872.202       | 94,5 %    |
| Govori                                     | 4.630.640       | 74,5 %    |
| Bere                                       | 4.621.404       | 74,4 %    |
| Piše                                       | 3.093.223       | 49,8 %    |
| Celotno prebivalstvo, starejše od dveh let | 6.215.281       | 6.215.281 |

Vir: Statistični urad Katalonije

## Politična ureditev
V Kataloniji obstajajo štiri javne uprave z različnimi stopnjami odgovornosti in politične moči: Generalna uprava Države Španije, Generalitat de Catalunya, province (ki bodo z novim statutom izginile) in občine (Ajuntaments municipals). Poleg tega ima Generalitat svoj lastni sistem lokalne samouprave, ki ga izvaja na dveh ravneh: regionalni (vegueries) in okrajni (comarques).
V pristojnosti države so vprašanja varnosti (policija in vojska), sodstva, uprave pristanišča in letališča, železnic (podjetje RENFE) in obale. Nedavno je pristojnosti policije začela prevzemati avtonomna policija Mossos d'Esquadra (dokončno do leta 2010). Predstavnika španske oblasti v Kataloniji, ki je na čelu Generalne uprave, z dekretom neposredno določi španska vlada.
Generalitat de Catalunya predstavlja institucijo, znotraj katere se ureja samoupravljanje skupnosti. V njene pristojnosti sodijo področje vzgoje, socialne varnosti, prometa, ekonomske politike, trgovine, kulture, jezikovne politike idr. Generalitat je tudi odgovorna za gradnjo javnih ustanov, kot so bolnišnice, osnovne in srednje šole, univerze, domovi za ostarele idr.

### Avtonomija
Katalonija je imela v zgodovini različne stopnje avtonomije. Trenutno ima izključno oblast na področju kulture, turizma in stanovanjske politike. Na drugih področjih, krediti, banke in zavarovanja pa tudi intelektualna in gospodarska lastnina, se mora ravnati po državnih zakonskih predpisih.

### Politični sistem
Generalitat je bil ustanovljen v Cortes de Cervera leta 1359 in ponovno vzpostavljen leta 1931 in leta 1977. Gre za institucionalni sistem, ki politično ureja avtonomno oblast v Kataloniji. Njegove glavne institucije so parlament, predsednik in vlada.

### Politične stranke
Glavne politične stranke, zastopane v katalonskem parlamentu in občinskih svetih, so: 
- CiU: Convergència i Unió (Zbliževanje in povezava; koalicija strank Convergència democràtica de Catalunya in Unió democràtica de Catalunya); desnosredinska stranka, z liberalno-nacionalno (CDC) in krščanskodemokratsko frakcijo (UDC)
- PSC: Partit dels Socialistes de Catalunya (Stranka katalonskih socialistov); levosredinska, socialdemokratska stranka, tesno povezana s špansko Socialistično stranko (PSOE)
- ERC: Esquerra Republicana de Catalunya (Katalonska republikanska levica); levicosredinska, socialdemokratska in nacionalistična stranka, zagovarja samostojno Katalonijo
- PPC: Partido Popular de Cataluña (Katalonska Ljudska stranka); katalonska izpostava desničarske španske Ljudske stranke
- ICV-EUiA: Iniciativa per Catalunya Verds - Esquerra Unida i Alternativa (Iniciativa za Katalonijo Zeleni – Združena in alternativna levica); levičarska stranka, nastala iz združenja nekdanje komunistične stranke (PSUC) in zelenega gibanja; ohlapno povezana s špansko Združeno levico (IU)
- SI: Solidaritat catalana per a la independència (Katalonska solidarnost za neodvisnost); nad-ideološka stranka, ki se zavzema za takojšnjo osamosvojitev Katalonije
- C's: Ciutadans - Partido de la Ciudadanía (Državljani – Stranka državljanov); liberalna stranka, ki nasprotuje katalonskemu nacionalizmu in se zavzema za strogo upoštevanje špansko-katalonske dvojezičnosti v Kataloniji ter za interese špansko govorečega prebivalstva
- CUP: Candidatura d'unitat popular (Kandidatna lista ljudske enotnosti); izvenparlamentarna skrajno levičarska stranka, ki deluje predvsem na lokalnem nivoju; zavzema se za neodvisnost Katalonske dežele, je proti kapitalizmu in globalizaciji.

### Teritorialna ureditev
Katalonijo sestavljajo štiri province: Girona, Barcelona, Lleida in Tarragona.
Province se nadalje delijo v okraje (comarques); celotna Katalonija je razdeljena na enainštirideset okrajev, ki jih vodijo Okrajni sveti. Okrožja so bila prvič ustanovljena leta 1936 in s parlamentarnim odlokom spet obnovljena leta 1987. 
Med okraji ima poseben položaj Aranska dolina, ki ima zakonsko odobreno večjo avtonomijo. Okraji so povezani v regije (vegueries), ki pa še nimajo jasno določenih pristojnosti.
Katalonija ima 946 občin. Leta 2005 jih je imelo 502 manj kot 1000 prebivalcev, 59 pa več kot 20.000 prebivalcev, kar predstavlja 70 % katalonskega prebivalstva.

## Gospodarstvo
Katalonija ima dolgo industrijsko tradicijo. Letna rast katalonskega gospodarstva je bila od 1995 do 2004 vedno višja od španskega povprečja. Leta 2005 je znašala 3,3 % - enako kot špansko povprečje in več od evropskega povprečja. Uradni podatki pravijo, da je Katalonija med španskimi pokrajinami na četrtem mestu po BDP na prebivalca po kupni moči ter tista, ki največ prispeva k skupnemu španskemu BDP (20,8 %).
Konec leta 2005 je imela Katalonija 6,6 % brezposelnost.
Glavni gospodarski sektorji v Kataloniji so industrija, gradbeništvo, turizem in storitve. 
Katalonija je med najbolj priljubljenimi turističnimi destinacijami v Španiji: med januarjem in novembrom 2005 jo je obiskalo 13,2 turistov ali 25,3 % vseh registriranih turistov v Španiji. Glavne turistične točke so mesto Barcelona, Costa Brava, Costa Dorada (kjer se nahaja tudi zabaviščni park Port Aventura) ter Pireneji, kjer imajo deset urejenih smučišč Baqueira Beret, La Molina, Espot Esquí, La Masella, Port Ainé, Vall de Núria, Boí Taüll, Port del Comte, Rasos de Peguera, Tavascan y Vallter 2000.

## Znanost
Znanstveno in tehnološko raziskovanje sta stebra razvoja Katalonije. Med najbolj znanimi katalonskimi znanstveniki velja omeniti naslednje: Narcís Monturiol, astronom Josep Comas i Solà, klimatolog Eduard Fontserè in biokemik Joan Oró.
Dandanes javne oblasti in zasebne družbe zelo veliko vlagajo v znanstveno in tehnološko raziskovanje, ne le v univerzitetnih središčih ampak tudi v zasebnih ustanovah. Ob tem velja omeniti skorajšnjo otvoritev parka za biomedicinske raziskave, trenutno največjega v Evropi. Leta 2009 pa načrtujejo otvoritev novega a v kraju Cerdanyola de Valles.
V Tarrasi si je možno ogledati katalonski Muzej znanosti in tehnike, v Barceloni pa CosmoCaixa, Znanstveni muzej.

## Umetnost

### Slikarstvo
Mednarodno najbolj priznani katalonski slikarji so Salvador Dalí, Joan Miró in Antoni Tàpies, ki so ustvarjali v 20. stoletju. Slikovita katalonska pokrajina je pritegnila tudi Pabla Picassa, ki je v Barceloni živel v mladih letih, se tam izobraževal in začel s kubizmom (Avignonske gospodične). Svet upodabljajočih umetnosti so zaznamovali še Ramon Casa, Josep María Subirachs in Marià Fortuny.
Najbolj znani muzeji v Kataloniji so Teatro-Museu Dalí v Figueresu (blizu Girone), Museu Picasso, Fundació Antoni Tàpies in Fundació Joan Miró v Barceloni ter seveda Narodni muzej katalonske umetnosti (MNAC), Muzej sodobne umetnosti ter Center sodobne kulture, ki so prav tako v Barceloni.

### Glasba
Glasba je eno od najbolj živahnih področjih kulturne industrije v Kataloniji, tako po številu glasbenih dejavnosti in dogodkov, ki se tam odvijejo skozi vse leto, kot tudi po številu in mreži glasbenih ustanov, številu producentov, skladateljev, izvajalcev in skupin različnih glasbenih zvrsti.
- Skladatelji: Mednarodno najbolj znani katalonski skladatelji so Pau Casals, Isaac Albéniz in Enrique Granados. 20. stoletje so zaznamovali med drugim tudi Xavier Cugat, Xavier Montsalvatge, Pascal Comelade, Tete Montoliú in Federico Mompou.
- Kantavtorji: Njihovo število je naraslo predvsem v drugi polovici 20. stoletja v okviru gibanja "Nova Cançó" (nova pesem), ki je spodbujal glasbo v katalonskem jeziku. Najbolj znani umetniki so Lluís Llach, Joan Manuel Serrat, Maria del Mar Bonet, Ovidi Montllor in Francesc Pi de la Serra.
- Izvajalci in glasbene skupine: Najbolj znamenita katalonska izvajalca klasične glasbe sta violončelist Pau Casals in pianistka Alícia de Larrocha. Iz opernega sveta je potrebno omeniti sopranistki Montserrat Caballé in Victòrio de los Ángeles ter tenorja Josepa Carrerasa in Jaumeja Aragalla. Na področju pop in rock glasbe v katalonskem jeziku so se v drugi polovici 20. stoletja pojavili: Los Sírex, Santabárbara, Loquillo y Los Trogloditas, El Último de la Fila, Jarabe de Palo, Los Rebeldes, Sergio Dalma in Mónica Naranjo. Razvila se je tudi posebna zvrst, imenovana katalonski rock: Els Pets, Sopa de Cabra o Sau.
- Glasbene ustanove: Najpomembnejša prizorišča glasbenih dogodkov se nahajajo v Barceloni. Med njimi imajo posebno mesto t. i. Licej (Liceu), Palača katalonske glasbe, Avditorij (kjer ima sedež Barcelonski simfonični in nacionalni katalonski orkester). Drugi koncerti se odvijajo še v Palau Sant Jordi, Palau dels Esports de Barcelona ali na stadionih (Olimpijski stadion Lluís Companys in Camp Nou).

### Arhitektura
Med najslavnejše katalonske arhitekte sodi nedvomno Antoni Gaudí, ki je s svojimi modernističnimi deli v času pustil poseben pečat posebej Barceloni. V njegovem času sta delovala tudi Lluís Domènech i Montaner (Palača katalonske glasbe in Bolnišnica Sant Pau) in Josep Puig i Cadafalch (Casa Amatller). Ena od znamenitih ulic v Barceloni v predelu Eixample se ponaša s stavbami vseh treh mojstrov in jo pogovorno imenujejo Jabolko spora, saj še vedno ni jasno, kateri od arhitektov je zmagal v "tekmovanju" za najlepše obnovljeno hišo.

### Ljudski običaji
Med najbolj znanimi katalonskimi običaji so vsekakor castells (človeški gradovi). Običaj izhaja iz tarragonske pokrajine, a se je v zadnjih desetletjih razširil po celotni Kataloniji. Skoraj vsako mesto ima svojo skupino (colla castellera) in tako tekmuje z drugimi mesti na tekmovanjih, ki so vse bolj obiskana in spremljana, tudi prek televizijskih zaslonov.
V Kataloniji imajo več ljudskih plesov, najpomembnejša je vsekakor sardana, omeniti pa velja tudi ples s palicami, moixigango in joto iz pokrajine ob Ebru (podobna aragonski joti).
Značilni elementi katalonske kulture so še sprevodi velikanov ter correfocs s hudiči in petardami. Božični običaj predstavlja Tio de Nadal, božično leseno deblo, ki najmlajšim prinese darila. V božičnih jaslicah pa tudi ne sme manjkati pastir caganer, ki s svojimi fekalijami gnoji zemljo in prinese družini srečo in zdravje (ter veliko smeha) v novem letu.
V Kataloniji pa je možno obiskati tudi različne kulturne dogodke, značilne za druge španske pokrajine, kar je posledica velikega priseljevanja v zadnjem stoletju in pol. Še posebej velja omeniti dejavnosti skupin, ki imajo svoje korenine v Andaluziji (sejem Feria de Abril de Cataluña).

## Kulinarika
Katalonska kuhinja sledi mediteranski dieti, s poudarkom na morskih sadežih in ribah, sadju in zelenjavi. Tipične jedi z morskih pridihom so suquets (zarzuela), escudella, calçotada in salvitxada. Tipična katalonska "priloga" k mesnim jedem ali suhemu mesu je pa amb tomàquet, popečen kruh s paradižnikom, olivnim oljem in soljo. 
Zelo znane so klobase iz okraja Osona, posebej fuet iz Vica. 
Med sladicami velja omeniti katalonsko kremo (crema catalana) in pannellets (kroglice iz mandljev ali pinjol), ki jih strežejo predvsem v začetku novembra. 
Katalonija se ponaša tudi s staro vinogradniško tradicijo, predvsem v predelih Penedés, Alella, Priorato in Segre. Najbolj znano in izvažano vino je penina, cava, iz Penedèsa.

## Šport
Katalonija je pokrajina, v kateri ima športna dejavnost veliko vlogo, še posebej od konca 19. stoletja. Takrat so se tam ustanavljali klubi v različnih disciplinah, v nekaterih je šlo tudi za prve klube v Španiji nasploh. Športne dejavnosti so pri Kataloncih izjemno priljubljene, kar dokazuje tudi ogromno število športnih centrov in dvoran, tako javnih kot zasebnih.
Najbolj priljubljeni športi so nogomet, košarka in tenis, sledijo pa atletika, odbojka, hokej, vaterpolo, kolesarstvo, avtomobilizem, motociklizem, golf in smučanje. Omeniti velja veliko smučišč v katalonskih Pirenejih in bližnji Andori, kamor redno hodijo številni Katalonci. Seveda pa ne gre pozabiti na vodne športe.
Kraljevski oz. najpomembnejši med športi pa je vsekakor nogomet. Pomembni nogometni klubi so FC Barcelona, RCD Espanyol in Gimnastic iz Tarragone, ki igrajo v prvi španski nogometni ligi. FC Barcelona velja za enega najboljših svetovnih klubov, ki je med drugim že 20-krat osvojil naslov španskega prvaka in trikrat naslov prvaka lige prvakov.
Katalonska športna tradicija je privedla tudi do prirejanja pomembnih mednarodnih športnih srečanj. Do sedaj edine olimpijske igre v Španiji so se odvile leta 1992 v Barceloni. Vsako leto se na dirkališču Circuit de Catalunya odvijata dirki Formule 1 za Veliko nagrado Španije in MotoGP za Veliko nagrado Katalonije (Montmeló) ter Reli Costa Brava.

## Prazniki
Glavni prazniki v Kataloniji so naslednji:
- 23. april: Sv. Jurij (Sant Jordi), zaščitnik Katalonije. Ob prazniku se ljubljenim podari rože in knjige (podobno kot na valentinovo).
- 24. junij: Praznik Sv. Janeza (Sant Joan). Praznovanje se začne že noč prej s prižiganjem kresov, s katerimi sprejemajo poletje.
- 11. september: katalonski narodni dan. V spomin na padec Barcelone istega dne leta 1714 in posledično izgubo katalonskih ustanov.

Dela prosti dnevi
V Kataloniji imajo 15 dela prostih dni: devet dni, ki jih določi Generalna uprava države Španije, pet, ki jih določi Generalitat, in enega, ki ga določi vsaka občina zase, v čast zaščitniku mesta.
| - 1. januar: novo leto. - 6. januar: Prihod Sv. treh kraljev. - 1. maj: Praznik dela. - velikonočni teden: veliki petek - velikonočni teden: velikonočni ponedeljek - 24. junij: sv. Janez - 15. avgust: Marijino vnebovzetje | - 11. september: katalonski narodni dan - 12. oktober: dan španskosti (Dia de hispanidad) - 1. november: vsi sveti - 6. december: dan španske ustave - 8. december: brezmadežno spočetje - 25. december: božič - 26. december: sv. Štefan |

## Kulturna dediščina
Kot kulturno dediščino je UNESCO zaščitil:
- Sagrada Família, Barcelona
- Arhaeološki kompleks Tárraco
- Romanske cerkve v dolini Vall de Boí
- Park Güell, Barcelona
- Palača Güell, Barcelona
- Casa Milà, Barcelona
- Samostan Poblet, Poblet (Provinca Tarragona).
- Palau de la Música Catalana, Barcelona
- Hospital de Sant Pau, Barcelona

Unescova nesnovna kulturna dediščina je La Patum de Berga (2005), priljubljen in tradicionalen festival, ki se praznuje vsako leto v katalonskem mestu Berga (Barcelona) v času Corpus Christi.